# Мегерань
Мегерань, Мегерані (рум. Măgherani) — село у повіті Муреш в Румунії. Адміністративний центр комуни Мегерань.
Село розташоване на відстані 253 км на північ від Бухареста, 26 км на схід від Тиргу-Муреша, 102 км на схід від Клуж-Напоки, 114 км на північний захід від Брашова.

## Населення
За даними перепису населення 2002 року у селі проживали 703 особи.
Національний склад населення села:
| Національність | Кількість осіб | Відсоток |
| -------------- | -------------- | -------- |
| угорці         | 684            | 97,3%    |
| цигани         | 12             | 1,7%     |
| румуни         | 7              | 1,0%     |

Рідною мовою назвали:
| Мова      | Кількість осіб | Відсоток |
| --------- | -------------- | -------- |
| угорська  | 683            | 97,2%    |
| циганська | 12             | 1,7%     |
| румунська | 8              | 1,1%     |